# Leo Elders
Leo J. Elders, SVD (Enkhuizen, 7 augustus 1926 - Teteringen, 14 oktober 2019) was een Nederlandse scholastieke thomist, priester van het Gezelschap van het Goddelijk Woord (Societas Verbi Divini), professor in de filosofie en lid van de Pauselijke Academie van Sint Thomas van Aquino.

## Biografie
Leo Elders werd geboren in het gezin van Johanna Josepha Borst en Jan Elders die onder meer burgemeester was van Bovenkarspel. Hij was de broer van musicoloog Willem Elders en filosoof Fons Elders.
Na zijn studies filosofie en theologie van 1945 tot 1952 aan de studiehuizen van zijn congregatie in Helvoirt, Teteringen en in Sankt Augustin, vervolgde hij zijn filosofiestudies aan de Universiteit van Utrecht onder Cornelia de Vogel. Zijn priesterwijding ontving hij op 28 februari 1953 uit de handen van bisschop Wilhelm van Bekkum (1910-1998) in de kapel van het Missiehuis St. Jan te Soesterberg.
Van 1954 tot 1959 gaf hij klassieke talen aan het kleinseminarie van zijn congregatie te Granby, Quebec en studeerde hij filosofie aan de Harvard-universiteit en de Universiteit van Montréal. In 1959 verwierf hij, onder leiding van Vianney Décarie (1917-2009), een doctoraat in de filosofie met een dissertatie over Aristoteles, die in 1961 werd gepubliceerd onder de titel Aristotle's Theory of the One. A Commentary on Book X of the Metaphysics.
In Japan werkte hij in de periode 1959-1971 aan de Universiteit van Nanzan, waar hij in 1966 ordinarius werd aan de leerstoel Antieke en Middeleeuwse wijsbegeerte en in 1966 decaan van het departement filosofie.
De Congregatie voor de Geloofsleer haalde hem in 1971 naar Rome om te werken voor de doctrinele sectie van deze Congregatie. Door zijn werk aldaar werd hij in 1973 benoemd tot vicesecretaris van de Pauselijke Bijbelcommissie, die onder direct gezag staat van de Congregatie voor de Geloofsleer. Naast zijn werk voor de Romeinse Curie doceerde hij vanaf 1972 aan de Pauselijke Lateraanse Universiteit en aan de Pauselijke Universiteit van Sint-Thomas van Aquino, het Angelicum. In 1980 werd hij benoemd tot lid van de Pauselijke Academie van Sint Thomas van Aquino.
In 1976 keerde Elders terug naar Nederland om vorm te geven aan het filosofie-onderricht aan het door bisschop Johannes Gijsen gestichte Grootseminarie Rolduc van het bisdom Roermond. Hij zou er doceren tot in 2016. Vanaf 1998 tot 2016 doceerde hij ook filosofie aan het Grootseminarie de Tiltenberg van het bisdom Haarlem-Amsterdam.
In deze periode vervulde hij vele leeropdrachten in Europa, Noord-Amerika en Latijns-Amerika waardoor hij Rolduc weleens "het centrum van mijn afwezigheid" noemde.
In Duitsland doceerde hij van 1977 tot 1978 aan de Philosophisch Theologische Hochschule in Sankt Augustin en van 1981 tot 1987 in de Verenigde Staten voor het Center for Thomistic Studies van de Universiteit van Texas.
Elders was vanaf 1981 tot 2016 professor aan de Faculté libre de philosophie comparée in Parijs, waar hij in 1990 de leerstoel metafysica kreeg. Vanaf 1988 doceert hij 'geschiedenis van de wijsbegeerte' aan de Staatlich anerkannte Hochschule Gustav-Siewerth-Akademie in Weilheim-Bierbronnen, waar hij ook tot lid van de senaat is benoemd, en is hij 'visiting professor' aan de Universiteit van Navarra, in Spanje.
In 2016 nam hij afscheid van zijn lesopdrachten aan de seminaries Rolduc en Tiltenberg. Hij ging wonen in zorgcentrum Zuiderhout te Teteringen. Pater Elders overleed na een kort ziekbed op 93-jarige leeftijd.

## Denken
De aard van zijn werk is steeds historisch-systematisch, dat wil zeggen de actuele, systematisch betekenis van het werk van de bestudeerde auteurs en in het bijzonder van Sint Thomas van Aquino, blijkt uit de bestudering van deze auteurs in hun historische context.
Zijn werk kan men indelen in volgende deelgebieden:
1. De studie van Aristoteles en de receptie van diens denken
2. De bronnen, methode en receptie van het werk van Thomas van Aquino
3. De natuurfilosofie
4. De metafysica
5. De theologie met als bijzondere specialismen:
  1. De apologetiek
  2. De dogmatiek
  3. De moraaltheologie
  4. De missiologie

## Erkenning en waardering
Ter gelegenheid van zijn gouden priesterjubileum in 2003 ontving hij een academische Festschrift getiteld: Indubitanter ad veritatem. Studies offered to Leo J. Elders SVD in Honor of the Golden Jubilee of his Ordination to the Priesthood (Damon, Budel) met een voorwoord van kardinaal Joseph Ratzinger. Deze laatste schrijft over Leo Elders: "Er kennt Thomas durch und durch; wer Thomas kennt und gründlich studiert, kennt aber nicht nur Thomas, sondern die vielfältigen Flüsse philosophischen und theologischen Denkens, die er zum Strom zusammengeführt und denen er die Richtung in die Zukunft – die Richtung zu ihrem Ziel hin gewiesen hat: zur ewigen Weisheit, die zu suchen Sinn alles philosophischen Fragens ist. Pater Elders kennt Thomas und die große philosophische Überlieferung und findet darin den Horizont seines Denkens. Er kennt die leitenden Fragen und Einsichten, die im Ringen der Jahrhunderte gewachsen sind, aber er findet auch den Mut, sich den Herausforderungen von heute zu stellen, und gerade das war ja das Große des Aquinaten, das er von seinen Schülern immer wieder fordert."
In 2006 ontving hij de Life Time Achievement Award vanwege de American Maritain Association.
In 2009 ontving hij de Order of St. Thomas door het Center for Thomistic Studies aan de University of St. Thomas (Houston, TX) vanwege "“his superb contribution to the study of St. Thomas Aquinas and his generosity to the Center for Thomistic Studies.”
Ter gelegenheid van zijn afscheid als docent aan de Nederlandse seminaries en zijn aanstaande negentigste verjaardag werd Leo Elders op 24 juni 2016 een liber amicorum aangeboden, getiteld Libenter praeceptorum laudes celebrarem. Stories and Reflections in honor of Leo Elders s.v.d. on his Ninetieth Birthday. Paus Emeritus Benedictus XVI schrijft daarin: "In einer Zeit, in der die Wahrheitsfähigkeit des Menschen bezweifelt wird und eine Diktatur des Relativismus sich ausbreitet, haben Sie von Thomas von Aquin her die Pilgerschaft zur Wahrheit immer neu unternommen und im Suchen das Finden und im Finden das Suchen festgehalten."

## De Leo J. Elders Stichting
Op 20 augustus 2020 werd de Leo J. Elders Stichting opgericht. De stichting heeft als doel "de geschreven en gedrukte materialen van en over het gehele oeuvre van prof. dr. Leo J. Elders s.v.d. te bewaren en te bevorderen, met name (maar niet uitsluitend) door middel van de uitgave en vertaling van zijn (onuitgegeven) geschriften en wil als zodanig de geestelijke, wetenschappelijke en maatschappelijke waarden van dit werk bevorderen."
Als een van de eerste vruchten verscheen in 2023 'Reading Aristotle with Thomas Aquinas. His Commentaries on Aristotle's Major Works', een volledig herziene editie, op basis van de laatste stand van het manuscript, van het in 2018 verschenen werk het Frans.
Meerdere heruitgaves zijn in voorbereiding.